# Киминг
Киминг (њем. Chieming) општина је у њемачкој савезној држави Баварска. Једно је од 35 општинских средишта округа Траунштајн. Према процјени из 2010. у општини је живјело 4.527 становника. Посједује регионалну шифру (AGS) 9189114.

## Географски и демографски подаци
Киминг се налази у савезној држави Баварска у округу Траунштајн. Општина се налази на надморској висини од 537 метара. Површина општине износи 37,7 km². У самом мјесту је, према процјени из 2010. године, живјело 4.527 становника. Просјечна густина становништва износи 120 становника/km².